# اچ‌ام‌ای‌اس هوئون (ام ۸۲)
اچ‌ام‌ای‌اس هوئون (ام ۸۲) (به انگلیسی: HMAS Huon (M 82)) یک کشتی است که طول آن ۵۲٫۵ متر (۱۷۲ فوت) می‌باشد. این کشتی در سال ۱۹۹۷ ساخته شد.